# ハルビン城市の声
ハルビン城市の声（ハルビンじょうしのこえ）は、ハルビン広播電視台の放送である。2006年に放送開始。全日24小時放送。

## 周波数
| ハルビン市 | 阿城区 | 105.6MHz |